# 淮安市妇幼保健院
淮安市妇幼保健院，是中国江苏省的一所医院，为三级甲等医院，位于淮安市人民南路104号。

## 规模
淮安市妇幼保健院总床位200张，日门诊量500人次。